# ماریتسا لازاری
ماریتسا لازاری (انگلیسی: Maritsa Lazari؛ زادهٔ اکتبر ۱۹۴۳ (۸۱ سال)) کارآفرین و سرمایه‌دار اهل بریتانیا است.